# Cammin (bei Rostock)
Cammin ist eine Gemeinde im Landkreis Rostock in Mecklenburg-Vorpommern (Deutschland). Die Gemeinde wird vom Amt Tessin mit Sitz in der gleichnamigen Stadt verwaltet.

## Geografie
Die Gemeinde Cammin liegt umgeben von Landschaftsschutzgebieten zwischen den Städten Tessin und Laage, nahe der oberen Recknitz. Die Hansestadt Rostock ist etwa 20 Kilometer entfernt.
Umgeben wird Cammin von den Nachbargemeinden Sanitz im Norden, Tessin im Nordosten, Selpin im Osten sowie Wardow im Süden und Westen.
Zu Cammin gehören die Ortsteile Eickhof, Prangendorf, Weitendorf und Wohrenstorf.

## Geschichte

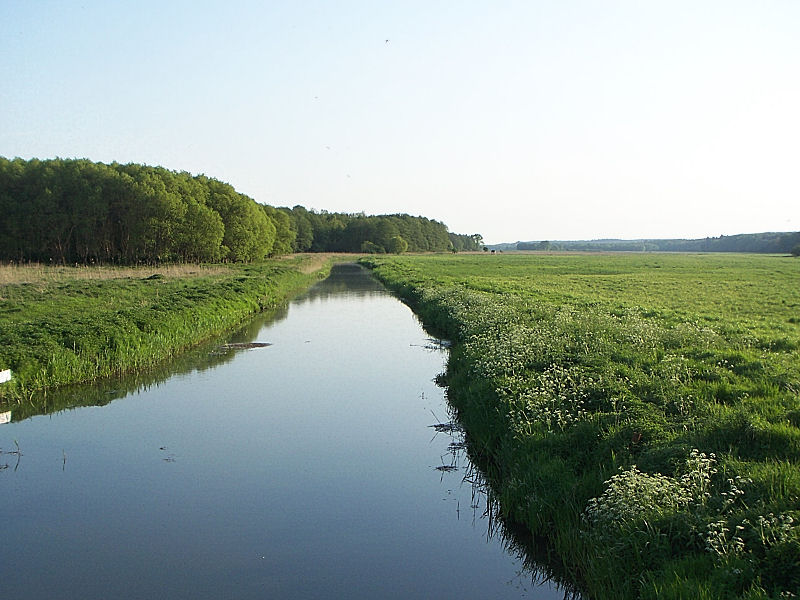
Recknitztal

Das Dorf Cammin wurde 1226 erstmals urkundlich erwähnt. Grund dafür war die Bewidmung mit vier Hufen für das Kollegiatstift Güstrow durch den Fürsten Heinrich Borwin II. Als Vasallen ließen sich hier die Herren von Kammin oder Kemmyn nieder. Aus einer Heberolle aus dem Jahr 1319 geht hervor, dass auch das Kloster Sonnenkamp Rechte in Cammin besaß. 1347 ist ein Knappe Hoppe von Cammin urkundlich erwähnt, dessen Familie im ersten Viertel des 16. Jahrhunderts ausstarb. Die Töchter des letzten Besitzers verkauften den Besitz von vier Höfen und 7½ Hufen, die ihr Vater 1487 von Herzog Magnus und Balthasar als Lehen bekam, an Dietrich Bevernest. Dieser wurde dazu verpflichtet, die Töchter bis zu ihrem Ableben in „ruhigem Besitz des Gutes“ zu lassen. Bevernest verkaufte seinen Besitz an den herzoglichen Vogt Achim von Koss. In den folgenden Zeiten entbrannten mehrere Gerichtsprozesse zwischen den Koss’schen Familienmitgliedern. Verschuldung führte dazu, dass 1667 Herzog Gustav Adolph von Mecklenburg-Güstrow das Gut Cammin übernahm und die Gläubiger auszahlte. 1672 übergab er es dem Amtshauptmann zu Dargun Georg von Mecklenburg. Bis 1709 war in Cammin die erste Gemahlin Georgs, Margaretha Hedwig, geborene von Bassewitz, ansässig. Mehrfach wechselten anschließend die Inhaber, bis 1747 Erbprinz Friedrich die Güter Cammin, Deperstorf und Prangendorf übernahm. Damit gehörte das Gut als Domanialgut zum Amt Güstrow-Rossewitz. Auf dem Gemeindegebiet liegen die Dolmen im Forst Cammin, ein im Jahr 1931 beschriebener Urdolmen und die Reste einer weiteren unbestimmbaren Megalithanlage.
Weitendorf und Wohrenstorf sind alte Gutsdörfer. Sie waren ein Fideikommiss der Familie von Bassewitz noch mit anderen Gütern in Mecklenburg. Weitendorf wurde von Wohrensdorf aus geleitet. 1928 umfasste dieser Komplex eine Größe von 600 ha. In der jüngeren Reihenfolge der Gutsbesitzer steht Heinrich Graf von Bassewitz (1831–1911), kurzzeitig Adolf Graf Bassewitz-Behr. Ihm folgt Graf Gerd von Bassewitz-Lühburg (1856–1945) als letzter Grundbesitzer. Nach dem letztmals publizierten Landwirtschaftlichen Adressbuch gab es in Weitendorf noch weitere Bauernhöfe der Familien Voß, Schünemann und Ihlenburg, mit jeweils 60 ha Land.

## Sehenswürdigkeiten

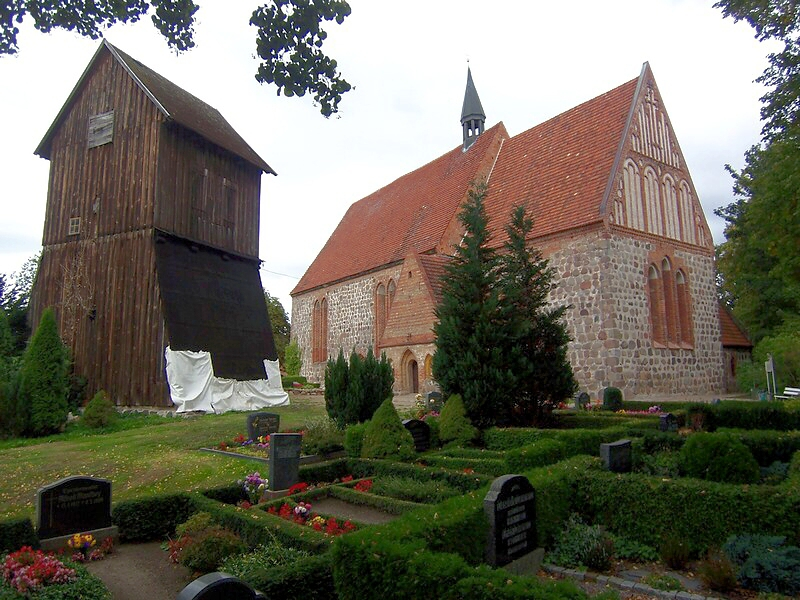
Kirche in Cammin

Cammin ist Sitz eines Evangelischen Pfarramtes und besitzt eine um 1240 dem heiligen Laurentius von Rom geweihte Feldsteinkirche mit einem spätgotischen Flügelaltar (1515 Rostocker Werkstatt) und einer barocken Orgel. Diese wurde 1724 von Hans Hantelmann erbaut, einem Schüler Arp Schnitgers. Die Orgel wurde mit Hilfe der Zeit-Stiftung restauriert und gehört auf Grund ihres überwiegenden Originalzustands zu den wertvollsten Musikinstrumenten des Landes.
In der Nähe der Kirche befindet sich das ehemalige Domänenpächterhaus, erbaut im letzten Viertel des 19. Jahrhunderts. Es beherbergt heute eine freie Grundschule, getragen durch eine Elterninitiative.

## Persönlichkeiten
- Gustav Bachmann (1860–1943), Marineoffizier, Admiral der Kaiserlichen deutschen Marine
- Gertrud Bäumer (1873–1954), Frauenrechtlerin, verbrachte von 1876 an prägende Jahre in Cammin.[5]